# Coupe des Mousquetaires

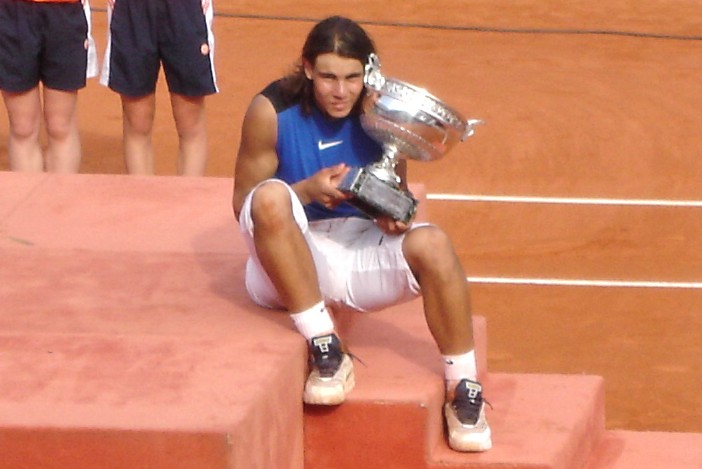
Rafael Nadal tenant la Coupe des Mousquetaires en 2006.

La Coupe des Mousquetaires est le trophée remis au vainqueur du simple messieurs des Internationaux de France de tennis (Roland-Garros). Elle est nommée ainsi en l'honneur des Quatre Mousquetaires. Elle mesure 40 cm et pèse 10 kg.
La coupe actuelle a été créée en 1981, à la suite d'un appel d'offres de la Fédération française de tennis (FFT) remporté par le joaillier Mellerio dit Meller. Le tenant du titre actuel est Carlos Alcaraz. Chaque vainqueur remporte une de ses répliques, l'original restant propriété de la FFT.
Son équivalent féminin est la Coupe Suzanne-Lenglen.

Représentation schématique de la Coupe des Mousquetaires.
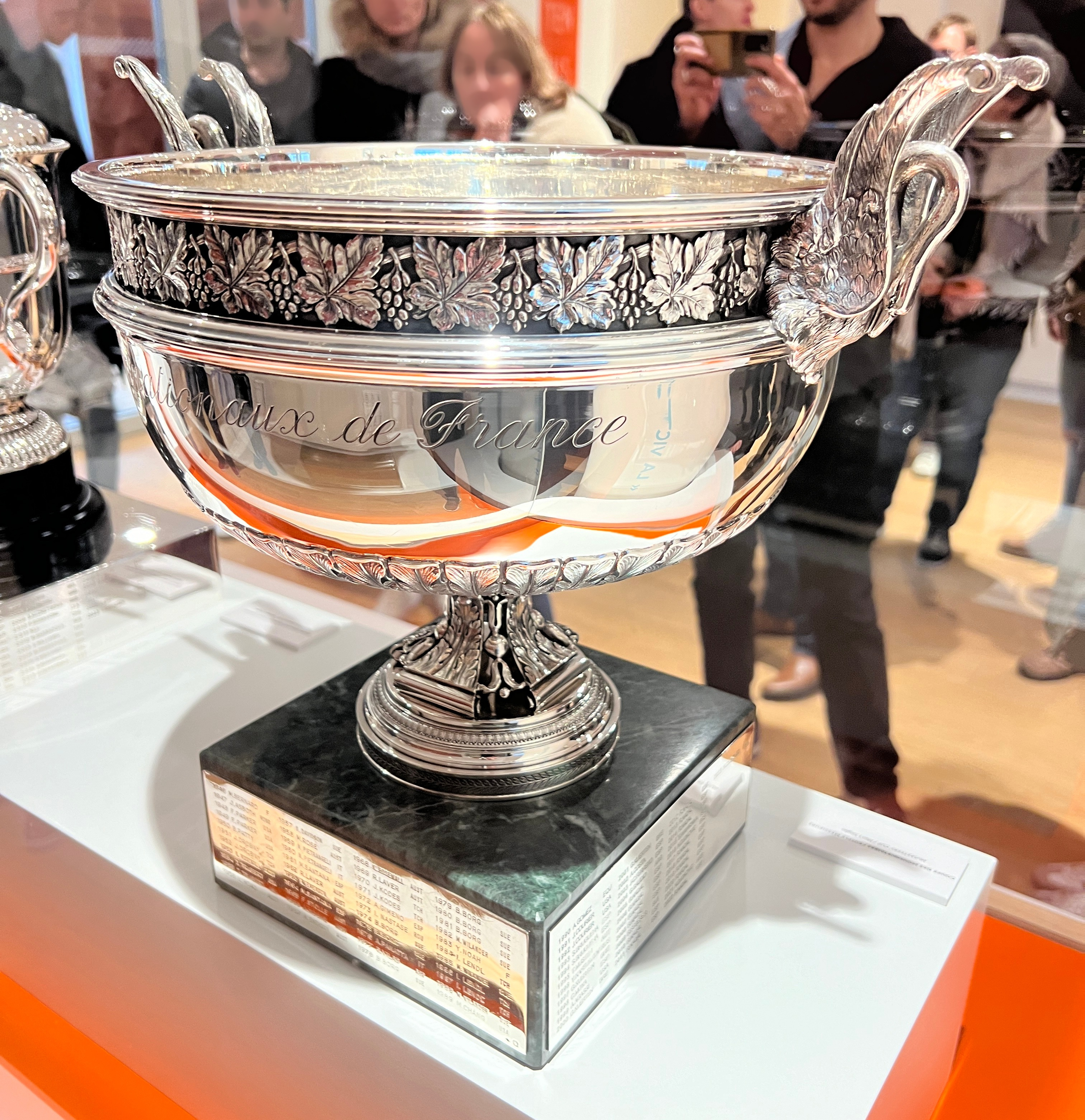
La coupe exposée en 2024.